# 佐藤子之助
佐藤 子之助（さとう ねのすけ、1876年〈明治9年〉9月23日 - 1947年〈昭和22年〉4月27日）は、日本の陸軍軍人。最終階級は陸軍中将。大分県中津市長。

## 経歴
大分県出身。1899年（明治32年）11月、陸軍士官学校（11期）を卒業し、翌年6月、歩兵少尉に任官。1911年（明治44年）11月、陸軍大学校（23期）を卒業し、第10師団参謀となる。
1921年（大正10年）6月、歩兵大佐に昇進し、同年7月、近衛歩兵第2連隊長に就任。1922年（大正11年）8月、第1師団参謀長に転じた。1923年（大正12年）2月、陸軍省人事局補任課長となる。
1925年（大正14年）5月、陸軍少将に進級し陸大教官に就任。1926年（大正15年）3月、歩兵第12旅団長に転じ、1927年（昭和2年）7月、台湾軍参謀長となる。
1930年（昭和5年）4月、留守第16師団長に就任。同年8月、陸軍中将に進み、1931年（昭和6年）8月、第7師団長に親補された。1933年（昭和8年）8月に待命、そして予備役編入となった。
その後、1942年（昭和17年）から1946年（昭和21年）まで中津市長を務めた。市長退任後に公職追放となり、追放中の1947年に死去した。

## 栄典
位階
- 1932年（昭和7年）6月15日 - 正四位[3]
- 1933年（昭和8年）9月29日 - 従三位[4]

勲章
- 1917年（大正6年）12月24日 - 勲三等瑞宝章[5]